# الصيد الرائع
الصيد الرائع (cool hunting) هو مصطلح جديد صيغَ في أوائل التسعينيات ويشير إلى نوع جديد من محترفي التسويق الذين يقومون بالملاحظة وبالتنبؤ بالتغيرات التي تحدث في الصيحات الثقافية والموضة الجديدة أو الرائعة الموجودة، يُشار ايضًا إلى الصيد الرائع (كول هانتينج) أنه استكشاف /استطلاع الموضة وهو مجال فرعي من مجالات تحليل الموضة.
يشبه  الصيادين (الكول هانترز) محرري مجلات الموضة البديهيين في الستينيات مثل نانسي وايت (هاربر بازار 1951-1971)، يعمل الصيادون الرائعون بالغالب في عالم الموضة والتصميم في الشوارع، لكن عملهم يتداخل أيضًا مع أعمال المستقبلين مثل فايث بوبكورن (Faith Popcorn).

## نموذج العمل
شركة الصيد الرائع /كول هانتنج هي وكالة تسويق هدفها الحصري هو إجراء بحث عن فئة الشباب، ثم القيام بتجميع بياناتهم وإصدار تقارير توضح بالتفصيل الإتجاهات الناشئة والمتراجعة في ثقافة الشباب بالإضافة إلى توقعات الموضة المستقبلية. ثم  تُباع هذه التقارير لشركات مختلفة تستهدف منتجاتها فئة الشباب، كما يقدمون خدمات استشارية، وتقدم شركات الكول هانتنج /الصيد الرائع خدمات لبعض أكبر الشركات في العالم. 
وبدلاً من الاستعانة بمصادر خارجية لأبحاث السوق، تختار بعض الشركات أقسام تسويق ثقافة الشباب الداخلية.حيث تعمل هذه الأقسام بنفس الطريقة التي تعمل بها شركة البحث عن المنتجات الرائعة، لكن التقارير والبيانات التي تم جمعها تبقى داخل الشركة وتُستخدم فقط للترويج لمنتجاتها.و غالبًا ما تُفضل الشركة هذا النوع من الصيد كطريقة لإكتساب ميزة في سوق الشباب ذو القيمة، نظرًا لأن الأبحاث التي تجريها شركات البحث عن المنتجات متاحة لأي شخص يرغب في دفع ثمنها.
تستخدم شبكة MTV التابعة لشركة Viacom الصيد الرائع بشكل داخلي.

## الأساليب والممارسات
يعتبر الكول هانتنج أكثر من مجرد بحث سوقي بسيط بسبب طبيعة المستهدفين، وغالبًا ما يُشار إلى فئة المراهقين وسوق ما قبل المراهقة على أنهم فئة ديموغرافية/سكانية  «عنيدة» حيث أنهم لا يستجيبون للحملات الإعلانية والتسويقية الصارخة التي تستهدفهم، لذلك يجب على الصيادين أن يكونو أكثر سرية في أساليبهم التي يستخدمونها في جمع المعلومات والبيانات.
على الرغم من أن مجموعات التركيز( يقصد فيها المجموعات التي يتم دراستها ) واضحة تمامًا في محاولاتها لجمع المعلومات، إلا أنها تحظى بشعبية كبيرة بين الصيادين الرائعين لأنها توفر نظرة ثاقبة مباشرة لأفكار ومشاعر الفئة الديموغرافية المستهدفة، حيث يجمع الصيادون عادةً مجموعة  من الأفراد المختارين عشوائيًا من الفئة الديموغرافية المستهدفة.بينما يتفاعل باحث أو أكثر من باحثي السوق مع المجموعة، وغالبًا ما تتم مراقبتهم وتسجيلهم بواسطة مجموعة غير مرئية، لأن الصيادين لا يريدون فقط سماع ما يقوله المستهدفين بل يريدون أيضًا مراقبة سلوكياتهم البسيطة.
اعتمادًا على طبيعة الدراسة، قد تكون طرق جمع المعلومات أثناء مقابلة المجموعة المركزة و( المستهدفة )واسعة للغاية، مع أسئلة تتعلق بنمط الحياة وثقافة الشباب، أو أسئلة أكثر تحديدًا، مثل مقارنة بعض العلامات التجارية وتحديد العلامات التجارية الأكثر أهمية للمجموعة. وعادة ما يُكافأ المشاركون في مجموعات التركيز على مشاركتهم، سواء كانت مبلغًا نقديًا أو منتجات مجانية أو مكافآت أخرى.
وغالبا ما يبحث الصيادون عن أفراد من ضمن المجموعة الشبابية المستهدفة عن قادة أو رواد للموضة، ثم يتم بعد ذلك توظيف هؤلاء الأفراد ليكونوا الشرطة الرائعون (Cool Narcs) الذين يجمعون المعلومات سراً بين أقرانهم ويبلغون النتائج التي توصلوا إليها إلى أصحاب العمل. هذه طريقة شائعة للصيد البارد لأنها توفر نظرة ثاقبة للديموغرافية السكانية المستهدفة داخل بيئتهم الطبيعية.
هناك مجموعة متنوعة من الأساليب لإجراء أبحاث السوق عبر الإنترنت، ومن الأمثلة الشائعة على ذلك هي الاستطلاعات عند الإنتهاء عبر الإنترنت حيث عادة ما يتلقى المُشارك جائزة أو تعويض مالي. وفي أوقات أخرى، يدخل الصيادون إلى غرف الدردشة ومجموعات الويب متظاهرين كفرد ضمن الفئة الديموغرافية المستهدفة وبذلك يقومون بجمع المعلومات.